# Wang Hou-chieh
Wang Hou-chieh (né le 9 novembre 1992) est un archer taïwanais. Il possède une médaille de bronze aux championnats du monde de tir à l'arc.

## Biographie
Wang Hou-chieh fait ses débuts au tir à l'arc en 2004. Ses premières compétitions internationales ont lieu en 2009. Son premier podium mondial est en 2015, alors qu'il remporte le bronze dans l'épreuve par équipe des championnats du monde 2015.

## Palmarès
- Championnats du monde
  -  Médaille de bronze à l'épreuve par équipe homme aux championnats du monde 2015 à Copenhague (avec Kuo Cheng-wei et Yu Guan-lin).

- Universiade
  -  Médaille d'argent à l'épreuve par équipe homme aux Universiade d'été de 2015 à Gwangju.

- Championnat d'Asie[1]
  -  Médaille de bronze à l'épreuve par équipe homme aux championnats d'Asie de 2015 à Bangkok.